# جاستین چنینگ
جاستین چنینگ (انگلیسی: Justin Channing؛ زادهٔ ۱۹ نوامبر ۱۹۶۸) بازیکن فوتبال اهل بریتانیا است.
از باشگاه‌هایی که در آن بازی کرده‌است می‌توان به باشگاه فوتبال بریستول راورز، باشگاه فوتبال سلو تاون، باشگاه فوتبال کویینز پارک رنجرز، و باشگاه فوتبال لیتون اورینت اشاره کرد.